# Campionati mondiali di sollevamento pesi Dresda 1911
I Campionati mondiali di sollevamento pesi 1911, 17ª edizione della manifestazione, si disputarono a Dresda il 26 giugno 1911.

## Titoli in palio
Si assegnarono titoli nelle quattro categorie sotto elencate.
| Categoria    | Eventi      |
| ------------ | ----------- |
| Pesi piuma   | 60 kg       |
| Pesi leggeri | 70 kg       |
| Pesi medi    | 80 kg       |
| Pesi massimi | Oltre 80 kg |

## Medagliere
| Posiz. | Nazione     | Oro | Argento | Bronzo | Totale |
| ------ | ----------- | --- | ------- | ------ | ------ |
| 1      | Germania    | 3   | 2       | 3      | 8      |
| 2      | Austria     | 1   | 0       | 1      | 2      |
| 3      | Paesi Bassi | 0   | 2       | 0      | 2      |
| Totale | Totale      | 4   | 4       | 4      | 12     |